# Felddivision 3

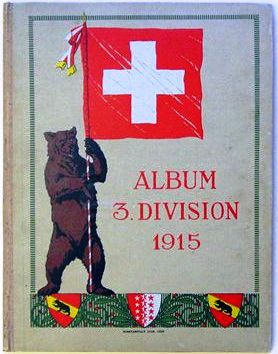
3. Division, Grenzbesetzung 1915

Die Felddivision 3 war ein traditionsreicher Milizverband der Republik und des Kantons Bern. Sie wurde 1875 als 3. Division («Berner Division») in die Schweizer Armee eingegliedert und 2003 aufgelöst.

## Vorgeschichte
Im Sonderbundskrieg von 1847 wurde die Berner Division unter Ulrich Ochsenbein von General Dufour gegen die Sonderbundskantone eingesetzt, wobei Dufour auf die Einhaltung humanitärer Grundsätze bei den Kampfhandlungen achtete. Mit der Militärorganisation von 1875 ging das Berner Milizheer nach fast 700-jährigem Bestehen in der Schweizer Armee auf. Sie wurde 1891 Teil des neu gegründeten 1. Armeekorps.
Die 3. Division war die einzige Division, deren Infanterie sich ausschliesslich aus einem Kanton rekrutierte.
Die Bataillone aus dem Berner Mittelland und Berner Oberland kamen als Kantonale Truppen zur 3. Division, die aus den Infanteriebrigaden 7 (Rgt. 13, 14) und 8 (Rgt. 15, 16) und der Gebirgsbrigade 9 (Rgt. 17, 18) bestand.

## Erster Weltkrieg
Mit der Truppenordnung 1911 (TO 11) wurden erstmals vier Gebirgsbrigaden (Br 3, 9, 15, 18) mit insgesamt 21 Bataillonen geschaffen. Die Gebirgsbrigaden wurden den Felddivisionen 1 (Lausanne), 3 (Bern), 5 (Zürich) und 6 (Chur) zugeteilt und in den Gebirgsgegenden des Wallis/Waadt (Br 3), Berneroberlandes (Br 9), der Innerschweiz/Tessin (Br 15) und Graubündens (Br 18) stationiert.
Kurz vor dem Ersten Weltkrieg kamen die Emmentaler- und Oberaargauer Bataillone zur 3. Division. Aus den Bataillonen (Bat) wurden die Infanterieregimenter gebildet, von denen sich jedes aus einem Kantonsteil rekrutierte. Eduard Wildbolz war 1912–1917 Kommandant der 3. Division.
Zur 3. Division gehörten laut «Ordre de Bataille» von 1917 die Infanteriebrigaden 7 (Infanterieregimenter 13 und 14) und 8 (Inf Rgt 15 und 16) sowie die Gebirgsbrigade 9 (Gebirgsjägerregimenter 17 und 18) mit den folgenden Bataillonen:

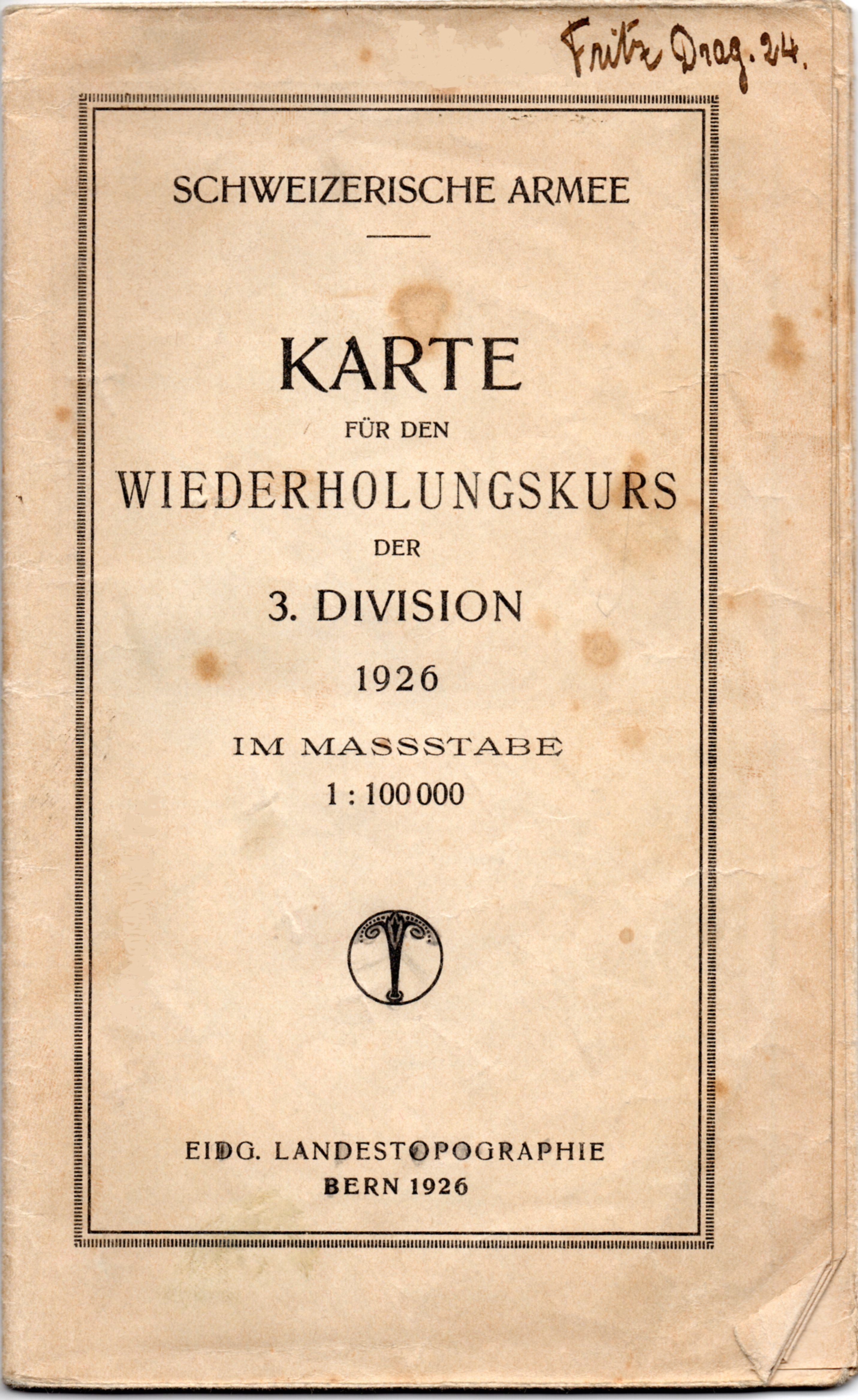
Karte Wiederholungskurs 1926

- Inf Rgt 13 Seeländer: Bat 25 BE, 26 BE, 27 BE
- Inf Rgt 14 Stadtberner: Bat 28 BE, 29 BE, 30 BE
- Inf Rgt 15 Emmentaler: Bat 31 BE, 32 BE, 33 BE
- Inf Rgt 16 Oberaargauer: Bat 37 BE, 38 BE, 39 BE
- Geb J Rgt 17 Oberländer: Geb Bat 34 BE Simmentaler, 35 BE Kandertaler, 36 BE Oberhasler
- Geb J Rgt 18: Geb Bat 40 BE, 89 VS[1][2]
- sowie die Fahrende Mitrailleurabteilung 3, die Radfahrerkompanie 3, die Artilleriebrigade 3 und die Guidenabteilung 3.

Die Kampfverbände wurden von den folgenden logistischen Formationen unterstützt: Divisionspark 3 (Transport und Unterhalt), Telegrafenpionierkompanie 3, Divisionsbrückentrain 3, Sappeurbataillon 3, Gebirgssanitätsabteilung 3, Verpflegungsabteilung 3, Sanitätsabteilung 3.
Der Kriegsbestand der 3. Division (inklusive Gebirgsbrigade 9) betrug laut «Ordre de Bataille» von 1917: 1024 Offiziere, 25.534 Unteroffiziere und Soldaten, 7065 Pferde, 17.519 Gewehre, 120 Maschinengewehre, 287 Säbel, 64 Geschütze.

Defilee der 3. Division vor General Wille in Bern
Bataillon 24 (Berner Jura, Div 2) und Bataillon 25 (Bern, Div 3) beim Defilee
Park der Telegrafenpionierkompanie 3 in Delémont
Telegrafenpionierkompanie 3 beim Kabelbau

## Zweiter Weltkrieg
Nach der Mobilmachung im Zweiten Weltkrieg im September 1939 wurde die 3. Division als Armeereserve in den Raum Laupen-Aarberg-Ins-Murten verlegt. Im Oktober 1939 wurde die 3. Division in der Limmatstellung zwischen der 5. Division (rechts, östlich) und der 4. Division (links, westlich) im Fricktal eingesetzt, wo sie den Kessel von Frick massiv ausbaute.
Im Juli/August 1940 wurde die 3. Division ins Reduit zurückgezogen, wo sie die Linie Hohgant – Sieben Hengste – Burst – Sigriswilergrat – untere Kander – Brodhüsi (bei Wimmis) – Stockhornkette bis Kaiseregg (Sperrstelle Wimmis–Stockhorn) zu halten und bis zum Äußersten zu verteidigen hatte. General Guisan legte die zu verteidigende Aussengrenze des Reduits für das Berner Oberland von Heiligenschwendi über Oberhofen am Thunersee, die Kanderstellung in Einigen bis zur Simmentalsperre (Wimmis) fest. Sie lag mit ihren strategisch wichtigen Höhen nördlich des Thunersees und westlich des Sigriswilergrates vor der eigentlichen Reduitlinie (des 1. Armeekorps) Pilatus-Hohgant-Sigriswilergrat-Stockhorn-Kaiseregg-La Tsintre-Vanil Noir-La Tine–Rochers de Naye-Chillon.
Der spätere Einsatzraum der Reduitbrigade 21 wurde 1940 durch die verstärkte 3. Division mit dem Schwerpunkt Thunersee übernommen. Ihr standen folgende Truppen zur Verfügung:
- vier Infanterieregimenter (Inf Rgt 11 14 15 16, Auszug)
- Territorial-Infanterieregiment 80 (Bat 150 und 151)
- Territorialbataillone 170 und 174
- verstärkte Artillerieregimenter 3 und 14 (9 Abteilungen mit 22 Batterien)
- Territorial-Regiments 87

Die Truppen der 3. Division waren in folgenden Kampfgruppen unter der Oberbezeichnung «Kampfgruppe Thunersee» organisiert:
- «Kampfgruppe Grünenberg» im Lombachtal (Inf Rgt 15: Bat 31, Kp I/32)
- «Kampfgruppe Sigriswil Grat» zwischen Eriz, Thun und Thunersee (Inf Rgt 16: Bat 29 37 38 39)
- «Kampfgruppe Kander» (Inf Rgt 11: Bat 49 50 90)
- «Kampfgruppe Gantrisch» auf den Höhen, die das Niedersimmental gegen Norden abschliessen (Inf Rgt 14: Bat 28 29 30, der 2. Division),
- «Seegruppe» (Inf Rgt 15: Bat 32 33) rund um den Thunersee ohne das Bödeli, das zum Abschnitt der «Kampfgruppe Interlaken» gehörte.[4]
- Divisionsartilleriegruppe I (rechtes Thunerseeufer): Schwere Motorkanonenabteilung 4, Schwere Haubitzenabteilung 48
- Divisionsartilleriegruppe II (linkes Thunerseeufer): Schweres Motorkanonenregiment 14 (Abt 3 17 18) bzw. Ablösung ab Juni 1941 Schweres Motorkanonenregiment 12 (Abt 3 13 14), Feldartillerieabteilung 3[5]
- Die «Kampfgruppe Thunersee» hatte den Auftrag die Zugänge von Norden her gegen das Berner Oberland und Simmental zu sperren.[6]
- Die «Kampfgruppe Hochalpen» hatte mit dem Territorial-Regiments 87 eine Abwehrlinie gegen Süden zu besetzen, um einen gegnerischen Vorstoss gegen den Lötschberg und Interlaken zu verhindern. Entlang der Kantonsgrenze Bern-Wallis wurden die Passübergänge mit Schutzhütten, Baracken und Kavernen als Unterkünfte vom Wildstrubel bis zum Jungfraujoch zur Verteidigung vorbereitet.[7]

Die Sperren der 3. Division befanden sich am Eingang zum Zentralraum (Reduit), rund um den Thunersee:
- Heiligenschwendi ⊙
- Grünenbergpass[8] ⊙
- Merligen-Sichelpass ⊙
- Beatenbucht/Fischbalmen ⊙
- Einigen ⊙
- Wimmis-Stockhorn[9]. ⊙
- Mülenen ⊙
- KP Heinrich A 1956 ⊙
- KP Kien A 1980 «K3» ⊙

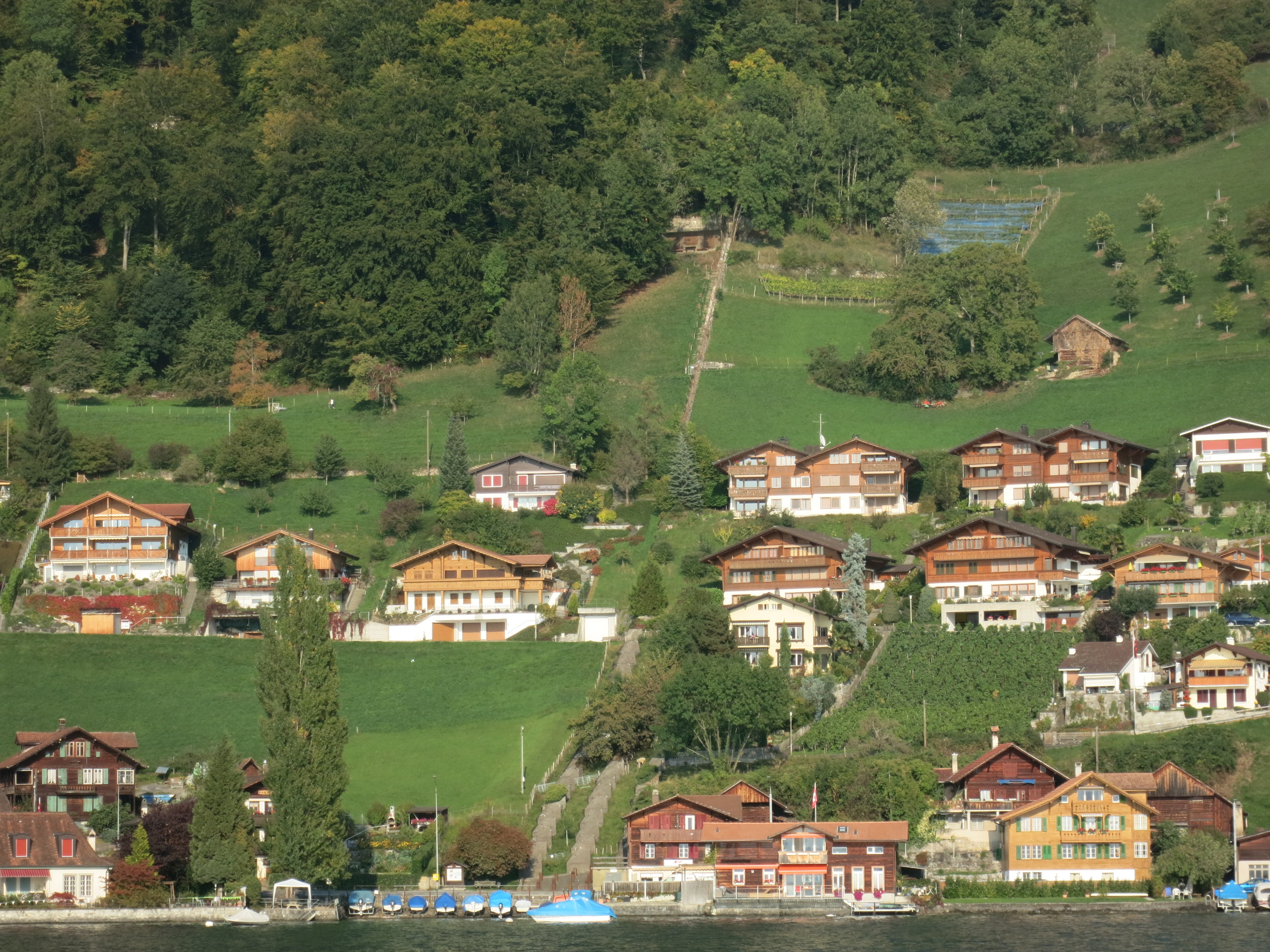
Sperrstelle Merligen
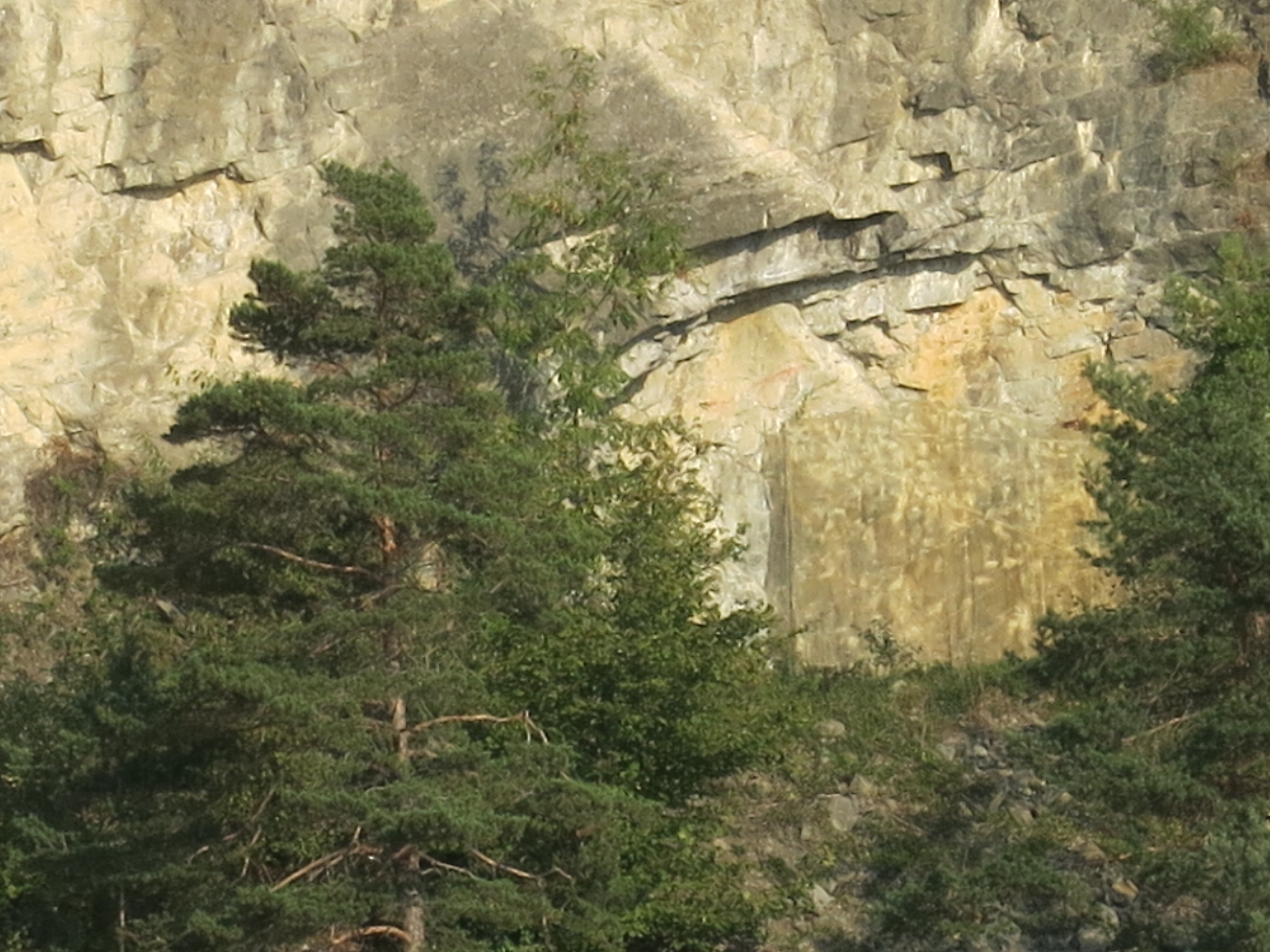
Sperrstelle Beatenbucht
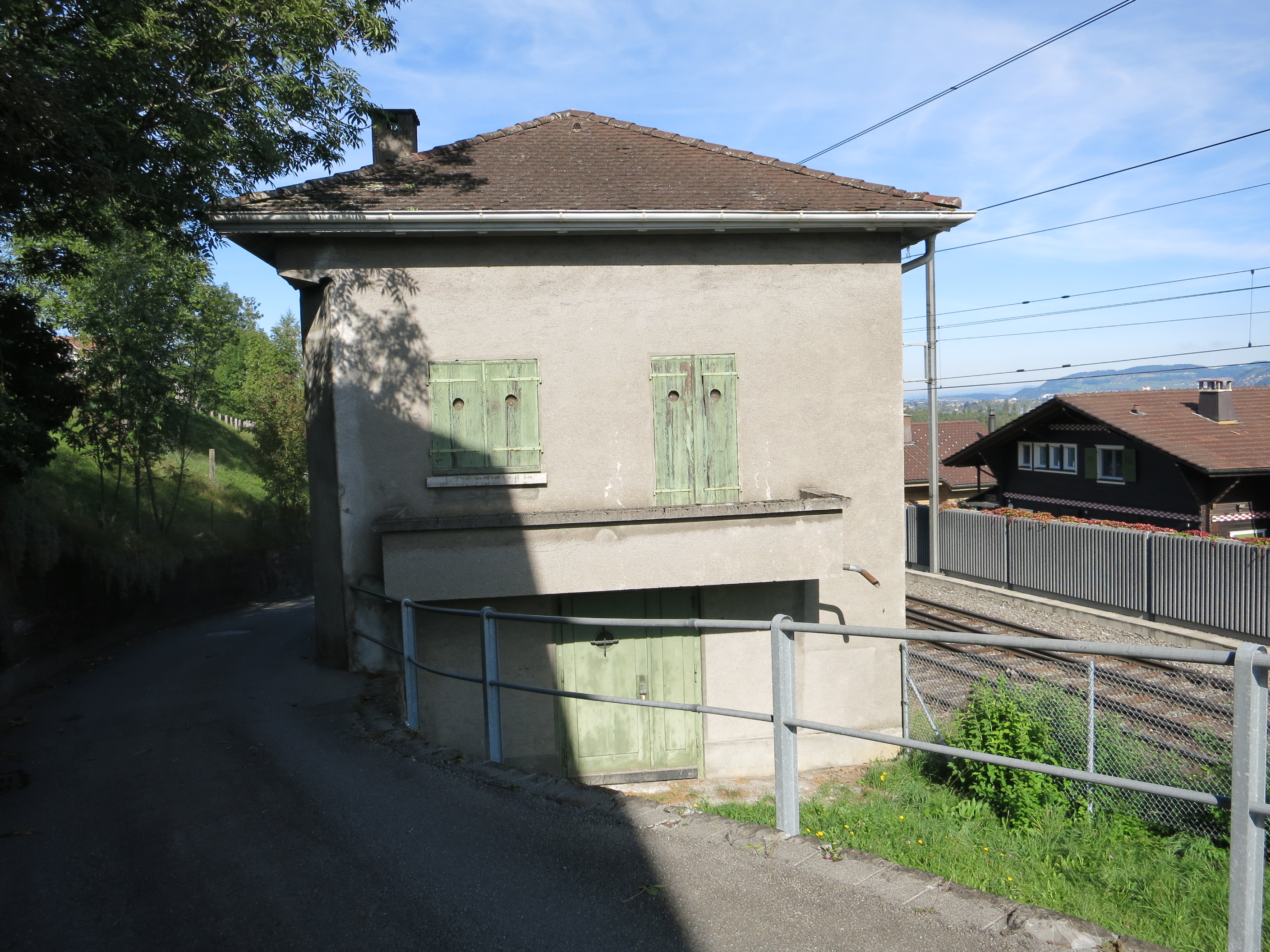
Infanteriebunker Einigen
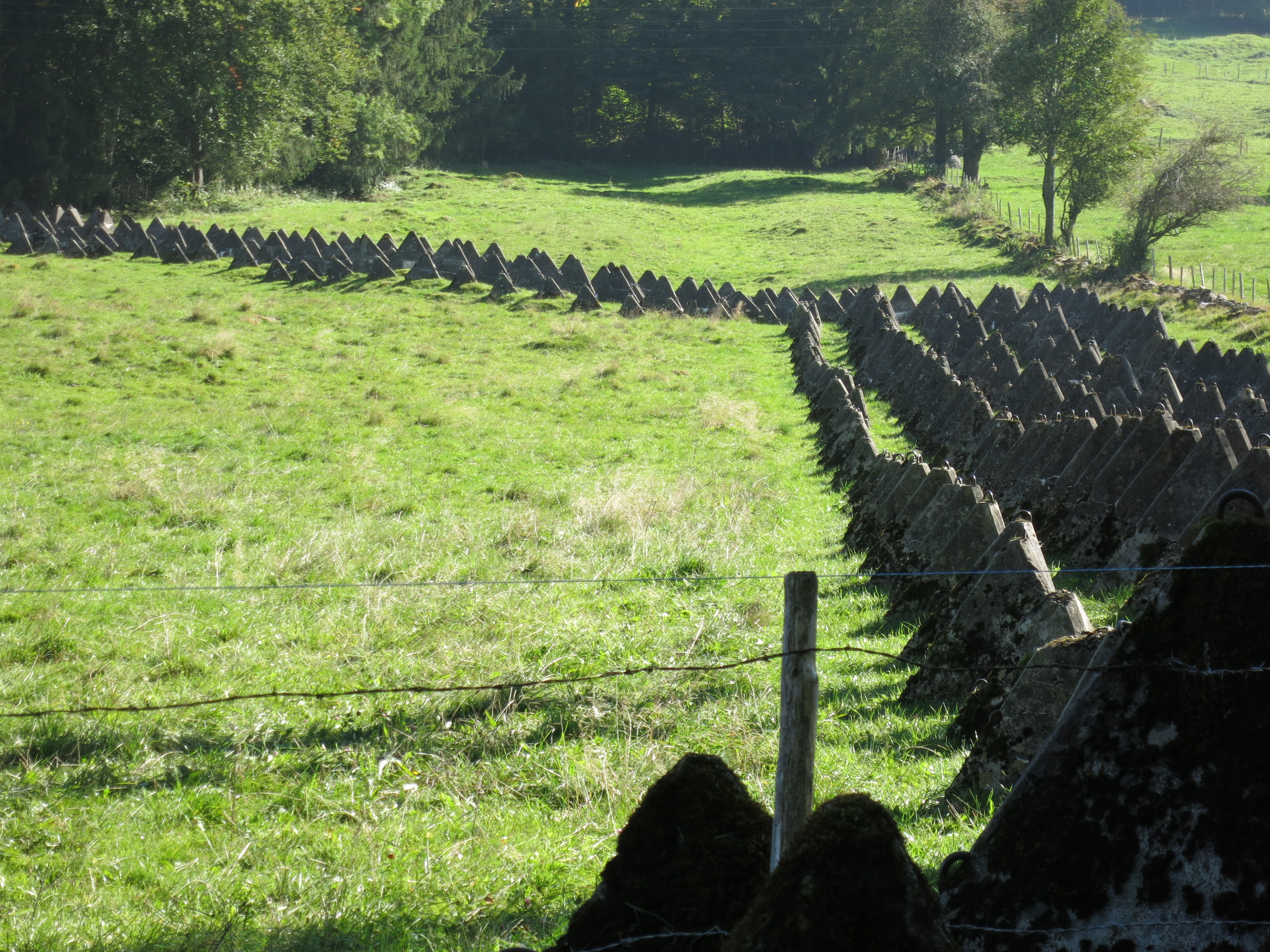
Sperrstelle Wimmis

## Kalter Krieg und Armee 61

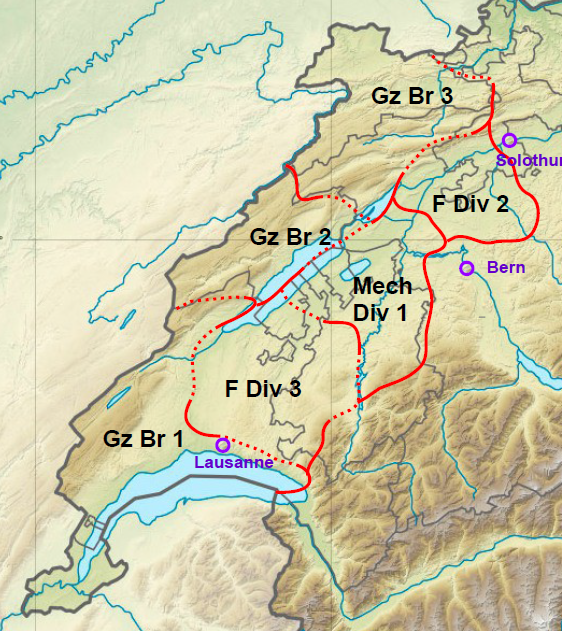
Einsatzraum der Felddivision 3, 1992

Von 1875 bis 1972 waren der 3. Division jeweils auch Kavallerieverbände unterstellt: 1875–1911, Kavallerie Regiment / 1912–1924 Guiden Abteilung 3 / 1924–1936 Kavallerie Abteilung 3 / 1951–1961 Dragoner Abteilung 3 / 1962–1972 Dragonerschwadron 53.
Im Laufe der Motorisierung wurden die Dragoner jedoch durch die Panzertruppen abgelöst. Mit der Truppenordnung 1961 (TO 61) erschienen – mit dem Mechanisierten Aufklärungsbataillon 3 und dem Panzerjägerbataillon 21 – erstmals Panzertruppen in der «Ordre de Bataille».
Ähnlich wie dem Kanton Bern auf politischer Ebene kam der Berner Division auf militärischer Ebene stets eine Brückenfunktion zur Westschweiz zu: Sie unterstand als deutschsprachige Truppe dem mehrheitlich frankophonen Feldarmeekorps 1 (FAK 1).
Der Raum der Felddivision 3 erstreckte sich nördlich des Genfersees bis Freiburg. Sie hatte mit den Sperren bei Bioley-Magnoux, Bercher, Peyres-Possens zwischen dem Neuenburger- und Genfersee gegnerische Vorstösse in die Räume Basse Broye und Haut Veveyse zu verhindern.

## Armee XXI
Der Start der Armee XXI beendete dieses 800-jährige Kapitel Militärgeschichte im Kanton Bern. Die Felddivision 3 wurde im November 2003 aufgelöst und die rund 18'000 Mann der Berner Regimenter leisten ihren Dienst nun in rund 80 verschiedenen Einheiten der Armee XXI.

### Benennung der Felddivision 3 im Lauf der Geschichte
- 1875–1911: III. Armeedivision
- 1912–1961: 3. Division
- 1962–2003: Felddivision 3

## Museum und Erinnerungsstätte

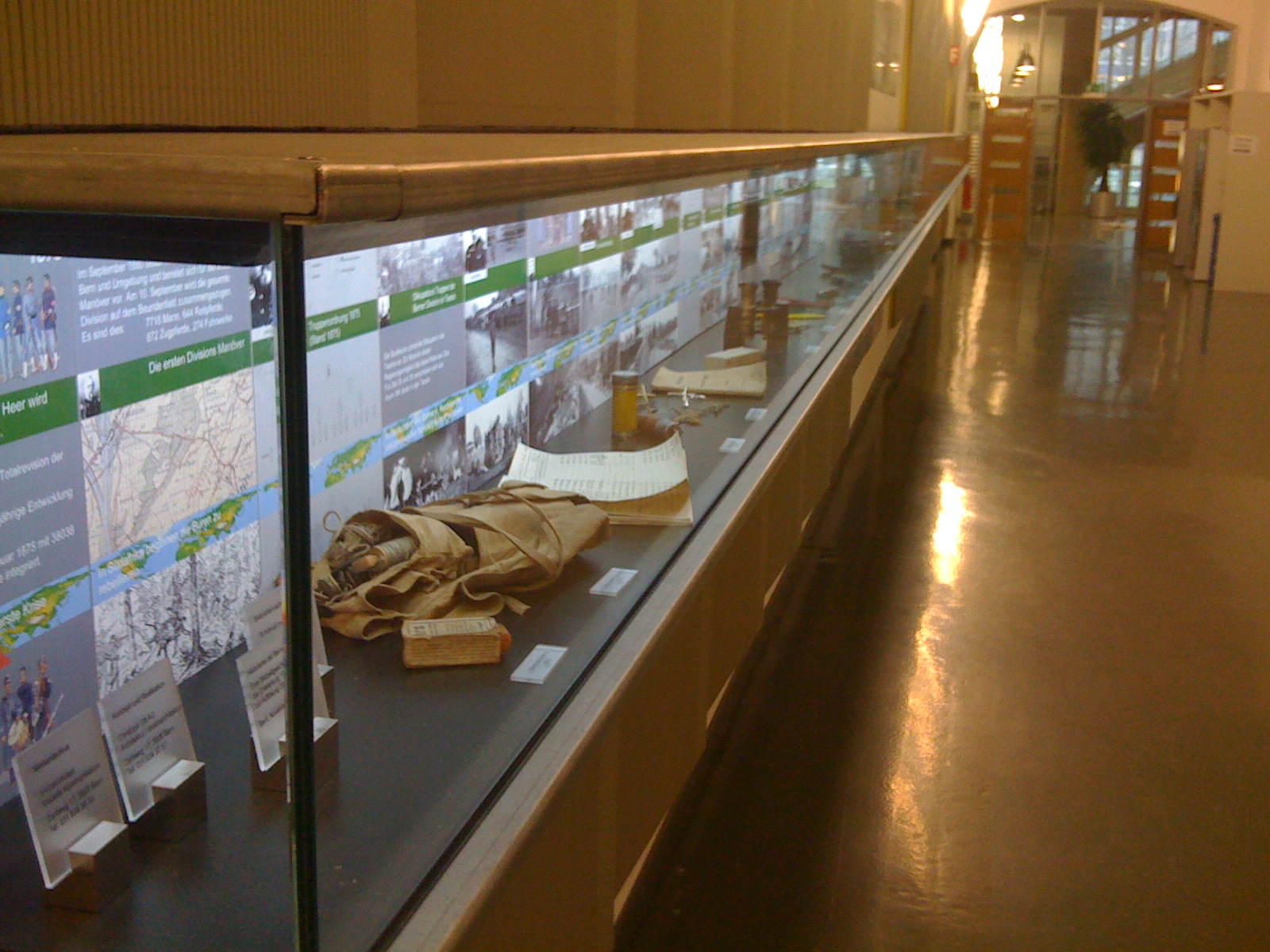
Erinnerungsstätte der Berner Division

- 2003 wurde zur Erinnerung an die Felddivision 3 der Begegnungsort «Treffpunkt der Berner Division» in der umgebauten Mannschaftskaserne der Berner Truppen an der Papiermühlestrasse in Bern eingeweiht.[10]
- Der 2009 gegründete Verein Infanterie Festung Berner Oberland will möglichst viele Sperrstellen als historisches Kulturgut für die Nachwelt erhalten und für Führungen öffnen.[11]